# ʿUmar II
Omar II ou Abou Hafs Omar ibn Abd al-Aziz (arabe : أبو حفص عمر بن عبد العزيز, ʾAbū Ḥafṣ ʿUmar ibn ʿAbd Al-ʿAzīz), né vers 682 et mort en 720 à Alep, est le huitième calife omeyyade et donc le douzième calife sunnite. Il succède à son cousin Sulaymān en 717. Omar II est parfois considéré par les sunnites comme le cinquième calife bien guidé de l'islam pour sa sagesse, sa justesse et sa grande piété.

## Naissance et lignée
Selon certaines[Lesquelles ?] sources, Omar ibn Abd al-Aziz naît à Médine en 682. Il est l'arrière-petit-fils d'Omar ibn al-Khattâb, deuxième calife dit bien guidé. Des[Lesquelles ?] sources sunnites rapportent que lors du califat d'Omar ibn al-Khattâb, pendant une de ses sorties déguisé afin d'enquêter sur l'état de son peuple, il aperçoit une laitière qui refuse de vendre du lait frelaté comme le lui ordonne sa mère. Le lendemain, il envoie un officier acheter du lait de la jeune fille et apprend qu'elle garde toujours sa détermination, le lait reste pur. Peu après, il convoque la jeune fille et sa mère et leur fait savoir ce qu'il entend. En récompense, il offre à la jeune fille d'épouser son fils ʿĀṣim. Elle accepte, et de cette union naît Laylā, mère d'Omar ibn Abd al-Aziz. Quant à son père, ʿAbd Al-ʿAzīz, il est respectivement le fils et le frère des califes omeyyades Marwān Ier et ʿAbd Al-Malik. ʿAbd Al-ʿAzīz, successeur potentiel de son frère, meurt avant lui.

## Jeunesse
Omar ibn Abd al-Aziz grandit à Médine. À la mort de son père, il est rappelé à Damas par le calife ʿAbd Al-Malik, qui le marie à sa fille Fāṭima. Sous Al-Walīd Ier, Omar ibn Abd al-Aziz est nommé gouverneur de Médine. Contrairement à la majorité des gouverneurs, il forme un conseil avec lequel il administre la province. Son mandat est si remarquable qu'il n'y a pratiquement plus de plaintes envoyées à Damas. Sa réputation se répand à travers le Califat, si bien que de nombreux réfugiés affluent d'Irak pour fuir les exactions et les brutalités d'Al-Hajjaj ibn Youssouf. Ce dernier, furieux d'apprendre cette nouvelle, incite Al-Walīd Ier à révoquer Omar ibn Abd al-Aziz de son poste. Le calife finit par céder à la demande d'Al-Hajjaj, au grand dam de la population médinoise. Le successeur d'Al-Walīd Ier, Sulaymān, approuvant son cousin Omar ibn Abd al-Aziz, qui continue à vivre à Médine, finit par le désigner comme successeur. Omar ibn Abd al-Aziz, peu intéressé, n'accepte qu'à contrecœur de devenir calife, après avoir vainement tenté de dissuader Sulaymān.

## Calife

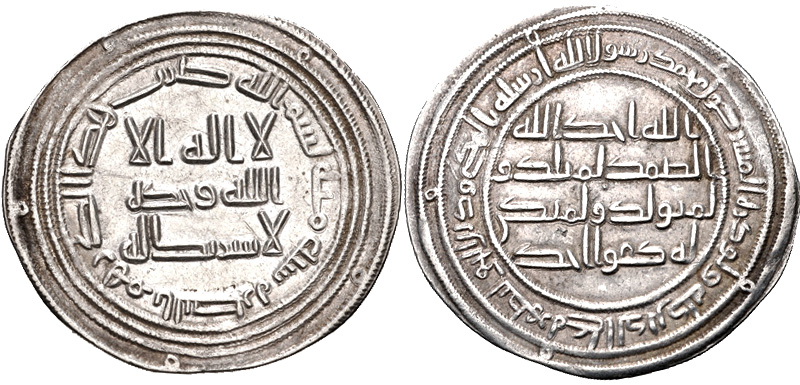
Recto-verso d'un dirham post-réforme frappé sous ʿUmar II en 718-719, atelier de Kerman.

Dès son arrivée au pouvoir en 717, Omar II ordonne à Maslama ben Abd al-Malik de lever le siège de Constantinople, qui est en train de tourner au désavantage des Omeyyades, et de faire rentrer ses hommes en Syrie. Il envoie des provisions aux troupes, affamées durant le siège. À son arrivée à Damas, Maslama se rend à la cour du calife; ce dernier refuse de le recevoir. Il revient le lendemain avec 2 000 hommes, sans être davantage reçu. Ce n'est qu'au troisième jour, alors qu'il n'est accompagné que d'un seul esclave, qu'Omar II consent à le recevoir, le sermonnant sur le bon usage des richesses, et Maslama se soumet.
Nommé gouverneur du Khorassan par Sulaymān, Yazid ben al-Muhallab fait l'objet de plaintes, mais Sulaymān meurt avant de pouvoir intervenir. Omar II envoie une lettre à Yazīd lui demandant de faire allégeance, de remettre le gouvernement du Khorassan à un de ses lieutenants et de venir à Damas. Yazīd remet son gouvernement à son fils Muḫallad. Il est arrêté à Bassorah et amené devant le calife. Celui-ci réclame le butin qu'avait pris Yazīd pendant ses campagnes dans le plateau iranien. Il nomme Al-Jarrah al-Hakami gouverneur du Khorassan en 718. Muḫallad, ayant appris l'arrestation de son père, se rend auprès du calife. Quelques jours après cette entrevue, il tombe malade et meurt. Yazīd reste en prison jusqu'en 720 où il parvient à s'échapper. Omar II révoque également d'autres gouverneurs abusifs.
En 719, Muḥammad ibn ʿAlī, père de celui qui deviendra plus tard le premier calife abbasside, Al-Saffah, commence à poser les premiers jalons du réseau qui fera tomber les Omeyyades.

Un hadith authentifié mentionne ce qui suit à ce sujet [traduction Google à partir de l'anglais] : 
"Je suis allé avec mon père chez le Messager d'Allah (que la paix soit sur lui) et je l'ai entendu dire : Cette religion continuera à rester puissante et dominante jusqu'à ce qu'il y ait eu douze califes. Puis il a ajouté quelque chose que je n'ai pas compris à cause du bruit des gens. J'ai demandé à mon père : qu'a-t-il dit ? Mon père a dit : Il a dit que tous seront des Qouraych."

## Mort
Peu apprécié par la noblesse en raison de ses réformes en faveur du peuple, Omar II serait mort empoisonné, ses opposants ayant soudoyé un servant afin qu'il mette du poison dans son repas. Sur son lit de mort, il apprend la nouvelle, gracie le coupable et met l'argent qu'il reçoit du paiement punitif dans le trésor public. Il meurt à Alep, probablement le 10 février 720. Son cousin Yazīd II, autre fils de ʿAbd Al-Malik, lui succède.

## Réalisations

### Religion
Il fait appliquer la charia plus rigoureusement, fermant les débits de boissons alcoolisées et les bains publics où les femmes et les hommes se mêlent librement. Il renforce également l'application de l'aumône obligatoire, si bien qu'à la fin de son règne, il n'y a pratiquement plus de pauvre à qui donner de la charité.
Il fait recenser les hadiths afin d'éviter qu'ils ne se perdent, et ajoute aux actions humanitaires et de bienfaisance menées par ses prédécesseurs des programmes pour les orphelins et les démunis.
Il abolit la tradition omeyyade de maudire Ali (en) (source chiite) au cours des sermons du vendredi et ordonne à la place la récitation du verset 90 de la sourate 16 : " En vérité, Allâh ordonne l'équité, la charité et la libéralité envers les proches, et Il interdit la turpitude, les actes répréhensibles et la tyrannie. Allâh vous exhorte ainsi pour vous amener à réfléchir. "

### Réformes fiscales
Omar ibn Abd al-Aziz a lutté aussi contre les problèmes fiscaux concernant la conversion à l'islam. En effet, à cette époque, le Califat omeyyade est peuplé majoritairement de chrétiens, juifs, zoroastriens, etc. Leur conversion n'est pas forcée, mais ils sont sujets à des taxes plus élevées que les musulmans, D'un point de vue financier, la conversion massive diminuerait les revenus de l'État, et certains gouverneurs découragent les conversions à l'islam, mais Omar II tente de résoudre le problème, insistant sur l'égalité de traitement entre musulmans arabes et non arabes, et enlevant les obstacles à la conversion des non Arabes à l'islam.

## Personnalité
Omar ibn Abd al-Aziz a laissé dans l'histoire une réputation de grande piété et de dédain du luxe comme des plaisirs terrestres. Il oppose son austérité et sa simplicité à l'extravagance devenue omniprésente dans les cours omeyyades. C'est ainsi qu'il met dans le trésor public les parures qui lui sont destinées, et abandonne le palais du calife à la famille de Sulaymān, préférant vivre dans des logements modestes. Il se vêt aussi de manière simple, passant parfois, inaperçu, au milieu de son peuple. Malgré son soutien populaire immense, il n'hésite pas à encourager publiquement le peuple à élire quelqu'un d'autre s'il n'est pas satisfait avec lui. Il confisque les biens saisis par de nombreux officiels et les redistribue au peuple. Craignant d'être tenté par la corruption, il n'accepte que rarement les cadeaux, et quand c'est le cas, il les dépose promptement dans le trésor public. Il encourage également sa femme, qui est fille, sœur et épouse de califes, à faire don de ses bijoux. De nombreuses autres anecdotes édifiantes existent sur son honnêteté et sa générosité. Impopulaire auprès de la cour omeyyade en raison de ses actions, le soutien du peuple fait que personne ne manifeste ouvertement son opposition.